# Latifondo in Sicilia
Il latifondo in Sicilia si è sviluppato tra il periodo che va dalla caduta dell'impero romano d'occidente agli anni cinquanta del XX secolo.
I latifondi hanno determinato l'arretratezza economica della Sicilia e la nascita della mafia e del brigantaggio.

## Storia

### Origini
L'origine del feudalesimo in Sicilia va ricercata in ogni dominazione che ha subito l'isola. Infatti ogni conquistatore cedeva appezzamenti di terra ai propri uomini d'arme che erano stati fedeli, che divenivano vassalli. Unica eccezione la fecero gli Arabi, che non utilizzarono questo metodo.
Il feudo però non era sfruttato perché veniva coltivato in parte a grano e fave mentre il resto veniva lasciato incolto per i pascoli.
Il padrone del feudo, che apparteneva al ceto dei galantuomini, si rifugiava nei castelli per via delle rivolte popolari nelle campagne e a guardia lasciava le guardie campestri (o campieri) e le Compagnie d'Armi.
Le zone che contavano più feudi erano le province di Palermo, Girgenti (oggi Agrigento) e Caltanissetta.

### Sperequazione sociale
Il Viceré di Sicilia Domenico Caracciolo così scriveva su latifondisti e contadini: I «proprietari e gli affittatori de’ terreni mercantano sopra il loro travaglio e sopra il soccorso che loro danno né tempi in cui cessa il lavoro» «Sicché han già ridotto quello, che un guadagna in tutto l’anno, alla sola sussistenza».
«nella Sicilia son molti ricchissimi proprietari, che in riguardo alla sua grandezza sono sproporzionati e mostruosi» 
Un'analisi quantitativa della ripartizione del suolo agricolo in  Sicilia fu compiuta dall’ufficiale borbonico Afan de Rivera, direttore del Deposito della guerra.
Egli scriveva che gli 8/10 dei terreni siciliani erano latifondi e che in più 1/10 della terra rimanente, per quanto ripartita in appezzamenti relativamente piccoli, era posseduta dai medesimi latifondisti.
«Ivi più che in qualunque al tra contrada dell’Europa fan contrasto le immense fortune di una ristretta casta privilegiata, e la miseria estrema della numerosa classe del popolo, che nulla possedendo per lo più manca di mezzi per guadagnar la vita coi suoi sudori. Egli è conosciuto che del suolo della Sicilia i quattro quinti sono ripartiti in latifondi e feudi nobili, che appartengono ai baroni o alla chiesa: che del quinto rimanente la metà almeno è in potere dei medesimi gran proprietarj, e che appena l’altra metà ossia la decima parte del suolo e divisa in piccoli poderi. Quindi risulta che nove decimi della superficie del terreno sono destinati a sostenere il lusso di poche centinaja di famiglie […]: che una decima parte solamente forma la proprietà di poche migliaja di persone; e che la massa della nazione non possiede nulla.» 

### La Costituzione del 1812
L'aristocratico padrone del feudo, chiamato anche barone o galantuomo, godeva del Mero e Misto Imperio, cioè il diritto di amministrare la giustizia civile e penale all'interno del proprio feudo.
I Borbone, volendo togliere l'antico potere agli aristocratici ed abbattere il vecchio istituto giuridico feudale, approvarono nel 1812 una Costituzione. Secondo quest'ultima il Mero e Misto Imperio era abrogato insieme a molti altri privilegi.
Dopo il 1812 i baroni si ritirarono nelle grandi città Siciliane, lasciando i feudi in affitto tramite un  contratto a gabella a guardie, che divenivano i gabellotti.
I gabellotti a loro volta lasciarono in affitto piccoli pezzi di terra a poveri contadini (chiamati coloni o borgesi). Inoltre i gabellotti assoldarono ladri e banditi senza scrupoli e li fecero entrare nelle Compagnie d'Armi per far da guardia ai terreni. Queste Compagnie erano comandate da un capitano, che si impegnava a difendere il feudo dietro grossi compensi.
I campieri invece andavano in giro a cavallo armati di fucile e compivano qualunque sopruso contro i contadini e i pastori (chiamati anche pecorai).
In quegli anni nei feudi si diffuse l'abigeato ai danni dei borgesi e con la complicità dei gabellotti.

### Declino
Dopo l'unità d'Italia, la Sicilia era ancora divisa in feudi. Il governo di Giovanni Giolitti tentò di abbattere definitivamente il sistema feudale e sconfiggere il diffuso analfabetismo dell'isola con una serie di riforme, abbandonate a seguito delle pressioni della mafia e del Partito conservatore dei Cappeddi, di cui facevano parte tutti i baroni e gli aristocratici siciliani.
In seguito scoppiò la prima guerra mondiale ed il governo promise che se la guerra fosse stata vinta avrebbe approvato la riforma agraria. Intanto nel 1917 fu promulgata una legge contro il furto di bestiame, che dava più poteri alle forze di polizia in Sicilia e che toglieva l'obbligo ai pecorai e ai contadini di prendere parte al servizio di leva. Ma dopo la guerra la legge fu ritirata e della riforma agraria non se ne fece più niente.
Tra la fine del 1918 e l'estate del 1919 nell'intera Italia meridionale scoppiarono violenti scioperi per via della mancata promessa della riforma agraria. In seguito gli scioperi furono sedati e i partecipanti furono schedati come "mafiosi".
Con l'avvento del regime fascista, venne inviato in Sicilia in veste di prefetto con poteri speciali Cesare Mori che fece arrestare moltissimi mafiosi e briganti che infestavano i feudi e le città.
Tra il 1942 e il 1943 i mafiosi e i grandi baroni latifondisti si distaccarono dal regime fascista perché Mussolini aveva intenzione di liquidare il sistema del latifondo . Questo portò a facilitare lo sbarco degli Alleati in Sicilia del 1943.
Infine il latifondo subisce un irreversibile declino, che lo porterà alla fine, nel 1950, quando viene finalmente approvata la riforma agraria secondo cui non si possono più possedere appezzamenti superiori ai 300 ettari di terra.